# Hardcore Justice (2012)
Hardcore Justice (2012) foi um evento pay-per-view realizado pela Total Nonstop Action Wrestling, que ocorreu no dia 12 de agosto de 2012 no Impact Wrestling Zone na cidade de Orlando, Florida. Esta foi a oitava edição da cronologia do Hardcore Justice.

## Antes do evento
Hardcore Justice teve lutas de wrestling profissional envolvendo diferentes lutadores com rivalidades e storylines pré-determinadas que se desenvolveram no Impact Wrestling — programa de televisão da Total Nonstop Action Wrestling (TNA). Os lutadores interpretaram um vilão ou um mocinho seguindo uma série de eventos para gerar tensão, culminando em várias lutas.
No Destination X, Bobby Roode perdeu o TNA World Heavyweight Championship para Austin Aries após 256 dias de reinado.
Na edição seguinte do Impact Wrestling, emocionalmente perturbado, afirmou em resposta a sua derrota que a vitória de Aries no Destination X não era nada a mais que um "acaso" e aproximando-se do gerente geral Hulk Hogan pediu uma revanche no Hardcore Justice. Na edição de 9 de agosto do Imapact, durante uma conversa com o gerente geral interino Sting, Roode e Aries afirmaram um acordo em que o perdedor da luta entre os dois não teria uma nova chance pelo título.
No episódio de 26 de julho, durante uma luta pelo X Division Championship entre Zema Ion e Kenny King, Bobby Roode interferiu na luta, atacando King sem o juiz perceber, fazendo Ion manter o título após conseguir a contagem. Logo em seguida, Aries atacou Roode. Então, na semana seguinte, Aries e Keeny King se juntaram para enfrentar Bobby Roode e Zema Ion em uma luta de duplas.
King conseguiu fazer a contagem em Ion, ganhando uma nova chance pelo X Division Championship no Hardcore Justice.
No Impact Wrestling de 2 de agosto foi anunciado três lutas entre os doze participantes do Bound for Glory Series,  por uma chance pelo TNA World Heavyweight Championship no Bound for Glory em lutas estilo hardcore. Cada luta valerá vinte pontos na classificação geral do torneio.
No mesmo dia, também houve uma luta Four-Way match entre Tara, Madison Rayne, Gail Kim e Mickie James pelo direito de se tornar desafiante ao Women's Knockout Championship. No final do combate, tanto Tara quanto Madison Rayne fizeram a contagem na mesma hora, porém o árbitro deu a vitória a Rayne.
No episódio de 26 de julho, Chavo Guerrero fez sua estreia na TNA, avulso de orgulhoso de fazer parte da TNA e citando a família Guerrero como sendo campeões em wrestling, algo que ele também gostaria de realizar na empresa. Quando Kid Kash o interrompeu e menosprezou a família Guerrero, uma briga se seguiu deixando Guerrero por conta própria contra Kash e Gunner até Hernandez vir auxiliar Guerrero. Na semana seguinte, Guerrero, derrotou Kash em sua estréia no ringue. Na mesma noite, foi anunciado que no Hardcore Justice, Guerrero e Hernandez enfrentariam Kid Kash e Gunner em uma luta de duplas.

## Evento

### Lutas preliminares
No primeiro combate da noite, Chavo Guerrero e Hernandez derrotaram Kid Kash e Gunner em um combate de duplas. Chavo faz a contagem após acertar um "Frogsplash" em Kash.
Logo em seguida, houve a primeira luta pela Bound for Glory Series, que valia vinte pontos na classificação geral do torneio, entre Rob Van Dam, Magnus, Mr. Anderson e D'Angelo Dinero com a estipulação de que a contagem poderia ser feita em qualquer lugar. Antes de D'Angelo Dinero sair dos bastidores, o grupo Aces & 8s o atacou, impossibilitando-o de participar da luta.
No combate, Van Dam fez a contagem em Magnus, o acertando com uma cadeira na rampa de entrada do ringue. Com a vitória, Van Dam foi para a segunda posição na classificação do Bound for Glory Series.
Em uma luta não anunciada, Devon defendeu o Television Championship contra Kazarian. Devon fez a contagem em Kazarian após acertar um "Lift-up chest-press slam".
No combate que valia o Women's Knockout Championship, Madison Rayne derrotou a até então campeã Miss Tessmacher com um "roll-up" após uma distração com o árbitro.

### Lutas principais
Na segunda luta pela Bound for Glory Series, Bully Ray derrotou Robbie E, Jeff Hardy e James Storm em uma
tables match, ganhando mais vinte pontos na classificação e subindo para o quarto lugar, empatado com Kurt Angle. Ray venceu após aplicar uma "powerbomb" em Hardy sobre uma mesa.
Na luta que valia o X Division Championship, Zema Ion derrotou Kenny King, aplicando uma combinação de um "flapjack" e um "Alabama Slam".
Na última luta pela Bound for Glory Series, que tinha uma ladder match como estipulação, A.J. Styles derrotou Christopher Daniels, Kurt Angle e Samoa Joe. Styles pegou o contrato pendurado no ringue após pular da terceira corda. Com a vitória, ele foi para o sétimo lugar na classificação geral do torneio.
No evento principal da noite, Austin Aries defendia o TNA World Heavyweight Championship contra Bobby Roode em uma last Chance match, sem que o lutador derrotado não teria uma nova chance pelo título.  No final do combate, ambos os lutadores fizeram a contagem e o juiz decidiu recomeçar a luta novamente. Durante o novo combate,  Aries conseguiu fazer um "roll-up" e a contagem de três para manter o título.

## Resultados
| No.                           | Lutas                                                            | Estipulações                                                                                 | Duração |
| ----------------------------- | ---------------------------------------------------------------- | -------------------------------------------------------------------------------------------- | ------- |
| 1                             | Chavo Guerrero e Hernandez derrotaram Kid Kash e Gunner          | Luta de duplas                                                                               | 09:36   |
| 2                             | Rob Van Dam derrotou Magnus e Mr. Anderson                       | Luta com contagem em qualquer lugar por 20 pontos na classificação do Bound for Glory Series | 09:04   |
| 3                             | Devon (c) derrotou Kazarian                                      | Luta individual pelo Television Championship                                                 | 08:30   |
| 4                             | Madison Rayne derrotou Miss Tessmacher (c)                       | Luta individual pelo Women's Knockout Championship                                           | 05:30   |
| 5                             | Bully Ray derrotou Robbie E, Jeff Hardy e James Storm            | Tables match por 20 pontos na classificação do Bound for Glory Series                        | 13:45   |
| 6                             | Zema Ion (c) derrotou Kenny King                                 | Luta individual pelo TNA X Division Championship                                             | 11:06   |
| 7                             | A.J. Styles derrotou Christopher Daniels, Kurt Angle e Samoa Joe | Ladder match por 20 pontos na classificação do Bound for Glory Series                        | 16:21   |
| 8                             | Austin Aries (c) derrotou Bobby Roode                            | Last Chance match pelo TNA World Heavyweight Championship                                    | 24:36   |
| (c)- Campeão(s) antes da luta |                                                                  |                                                                                              |         |